# Омеленская Слобода
Омеле́нская Слобода́ (бел. Амяле́нская Слабада́; Амяля́нская Слабада́) — деревня в составе Бортниковского сельсовета Бобруйского района Могилёвской области Белоруссии.

## Этимология
Топоним «Омеленская Слобода» происходит от имени Амельян или от производных от него имён (Емельян) и от названия типа поселения.

## Географическое положение
Омеленская Слобода расположена в 36 км на юго-восток от Бобруйска, 6 км от железнодорожной станции Телуша на линии Бобруйск — Жлобин и в 74 км от Могилёва. Транспортные связи осуществляются по рядом расположенной автодороге Бобруйск — Жлобин.
Планировку составляет одна улица, ориентированная с запада на восток и проложенная под углом к железной дороге. Деревянная двухсторонняя застройка в основном представлена домами усадебного типа.

## История
Омеленская Слобода известна с XIX века. Согласно переписи 1897 года, она представляла собой деревню в Турковской волости Бобруйского уезда Минской губернии. В деревне располагался заездный (постоялый) двор.
После 1917 года в деревне имели хождение, помимо земледелия и животноводства, ткачество, швейные, портняжный промыслы, деревообработка. К 1932 году относится организация в Омеленской Слободе колхоза «Гвардеец». На фронтах Великой Отечественной войны погибли 15 жителей. В 1986 году деревня относилась к колхозу «Прогресс». По состоянию на 1997 год, в Омеленской Слободе находились магазин и ферма крупного рогатого скота. По данным 2008 года, в деревне действовал магазин.

## Население
- 1897 год — 266 человек, 42 двора[1][3]
- 1907 год — 345 человек, 50 дворов[1][3]
- 1917 год — 363 человека, 63 двора[1][3]
- 1926 год — 324 человека, 72 двора[3]
- 1959 год — 171 человек[1]
- 1970 год — 169 человек[1]
- 1986 год — 104 человека, 47 хозяйств[1]
- 1997 год — 55 человек, 32 двора[3]
- 2007 год — 34 человека, 21 хозяйство[1]

## Уроженцы
- Чернов, Кирилл Прокофьевич — Герой Советского Союза[1][3]

## Комментарии
1. ↑  Название дано по: Назвы населеных пунктаў Рэспублікі Беларусь: Магілёўская вобласць: нарматыўны даведнік / І. А. Гапоненка і інш.; пад рэд. В. П. Лемцюговай. — Минск: Тэхналогія, 2007. — С. 74—75. — 406 с. — ISBN 978-985-458-159-0..